# 拜恩維爾 (阿爾高州)

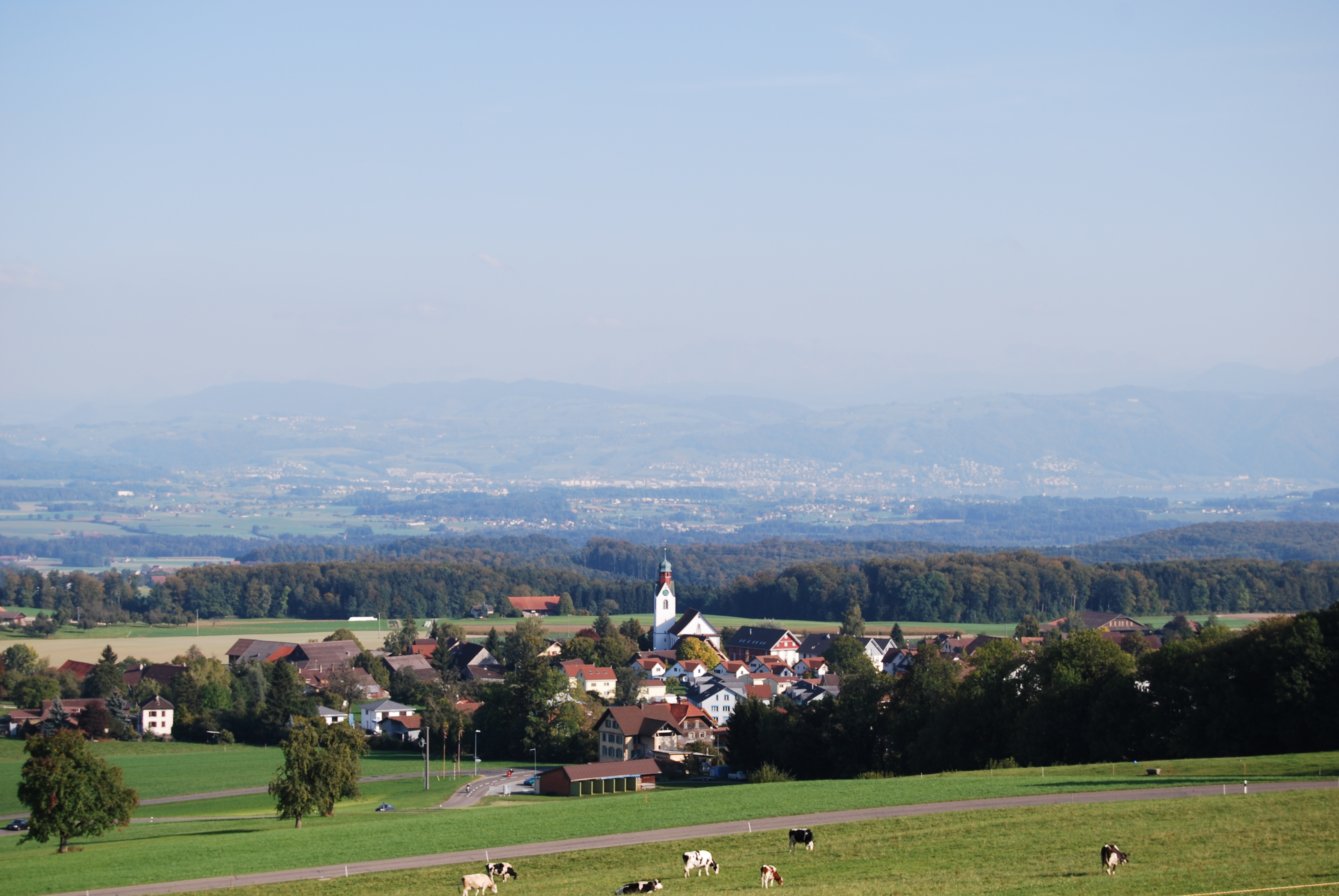

拜恩維爾是瑞士的城鎮，位於該國北部，由阿爾高州負責管轄，面積11.28平方公里，海拔高度580米，2012年人口1,054，八成人口信奉基督教，人口密度每平方公里93人。